# Stéphane-Hessel-Platz
Der Stéphane-Hessel-Platz in der Weimarer Nordvorstadt ist ein neu angelegter Platz, der am 9. August 2019 eingeweiht wurde. Benannt ist er nach dem Widerstandskämpfer der Resistance und Buchenwald-Überlebenden Stéphane Hessel.
Der Platz bildet einen Vorplatz zum Bauhaus-Museum als Mittelpunkt und wird begrenzt durch das Kongresszentrum am Weimarhallenpark (UNESCO-Platz 1), einem Gebäude des ehemaligen Gauforums (heute Haus 2 des Thüringer Landesverwaltungsamtes und des Thüringer Landesamt für Umwelt, Bergbau und Naturschutz), der Asbachstraße und der Oskar-Schlemmer-Straße. Stadteinwärts trifft die Ernst-Thälmann-Straße bzw. die Oskar-Schlemmer-Straße, die vor dem Bau des Bauhausmuseums zur Asbachstraße gehörte, auf den Stéphane-Hessel-Platz. Die Bauzeit der Freianlagen dauerte eineinhalb Jahre. Dazu gehören auch das Anlegen von Rabatten und der Zugang zur Tiefgarage.
Im Südosten des Platzes, am Übergang zur Friedensstraße, wurde ein Skatepark angelegt.